# San Mamés (1913)
San Mamés byl fotbalový stadion sloužící zejména ve městě Bilbao ve Španělsku. Kapacitu měl 40 000 diváků. Hrál zde baskický národní fotbalový tým a fotbalový klub Athletic Bilbao. Otevřen byl v roce 1913, k jeho uzavření došlo roku 2013, kvůli stavbě nového stadionu San Mamés, jenž vznikl na stejném místě.